# AutobusOberbayern
AutobusOberbayern ist ein Busunternehmen aus München.

## Geschichte
1890 gründete Matthias Holzmair ein Pferde-Fuhrgeschäft in München und veranstaltete die ersten Stadtrundfahrten und Ausflugsfahrten. 1907 setzt Rudolf Schoenecker senior den ersten motorisierten Omnibus ebenfalls für Stadtrundfahrten ein, was nach einem kurzen aber heftigen Konkurrenzkampf 1909 zur Gründung der Vereinigten Münchner Fremdenfahrten führte. Daraus entwickelte sich die noch heute existierende Münchener Stadtrundfahrten oHG sowie die Motorwagen-Gesellschaft Oberbayern.
Die Motorwagen-Gesellschaft Oberbayern, die heutige AutobusOberbayern GmbH wurde 1927 von Max Holzmair und Rudolf Schoenecker gegründet. 1930 kamen das Reisebüro und der Reiseveranstalter Nord-Süd Reisen dazu, der Bus-, Bahn- und Schiffsreisen veranstaltete.
Nachdem das Unternehmen im Dritten Reich zerschlagen worden war, wurde es von seinen Gründern Max Holzmair und Rudolf Schoenecker wieder aufgebaut. 1986 wurde die INS-Reisen, der gemeinsame Reiseveranstalter von AutobusOberbayern und Isaria Reisen, gegründet. Eine weitere Umfirmierung erfolgte 1999 in teambus – Die Münchner Busreisen. 1998 übernahm AutobusOberbayern das Busunternehmen A. Schranner. 2006 erfolgte Verkauf von 49 % der Anteile an A. Schranner an die Stadtwerke München und Umfirmierung auf Münchner Linien GmbH & Co. KG. 2003 übernahm AutobusOberbayern den Busbetrieb Sareiter in Bad Wiessee, der 2006 in die Unternehmensgruppe AutobusOberbayern integriert wurde. 2014 übernahm AutobusOberbayern die VBR – Verkehrsbetriebe und Servicegesellschaft mbH München.

## Geschäftsbereiche
Insgesamt stellt das Unternehmen über fünfzig Linienbusse und etwa 120 Mitarbeiter der Münchner Verkehrsgesellschaft zur Verfügung und ist somit der größte Partner der MVG. Außerdem führt das Unternehmen einen regelmäßigen Fernlinienverkehr für FlixBus München – Prag – München durch. AutobusOberbayern ist ebenfalls am Münchner Flughafen tätig, wie beispielsweise für den Ramp Direct Service und Crewverkehr vieler großer Fluglinien. Eigenverantwortlich betreibt AutobusOberbayern den Lufthansa Express Bus, der alle 15 Minuten vom Münchner Hauptbahnhof über den Nordfriedhof zum Flughafen fährt. Mit zum Produktportfolio von Autobus Oberbayern zählt auch der Skibus München, der mehrmals wöchentlich vom ZOB München in die Berge fährt. Die Tochtergesellschaft Münchner Linien betreibt seit 2009 den Badebus von Lochhausen zum Langwieder See. Seit 2017 betreibt AutobusOberbayern in Frankfurt am Main das Unternehmen „Frankfurt Sightseeing“.

## Fuhrpark
Autobus Oberbayern besitzt etwa 300 Busse und hat 800 Mitarbeiter. Die Busse verfügen über zwölf bis 79 Sitzplätze. Das Unternehmen hat einen Oldtimerbus (Setra S6), drei VIP-Busse, einen Setra S517HD mit einer 1+1-Bestuhlung, einen Mercedes-Benz Travego mit einer Lounge im hinteren Bereich sowie einen Neoplan Cityliner. Der Mannschaftsbus des EHC Red Bull München, FCB Basketball und mehrere FC-Bayern-Busse gehören zusätzlich zum Fuhrpark. Dazu kommen noch etwa fünfzig Reisebusse. Es werden folgende Fahrzeuge eingesetzt:
SETRA: S515HD, S516HD, S517HD, S415 GT-HD, S431DT, S531DT
MERCEDES-BENZ:
Tourismo 15 RHD, Tourismo RH, Tourismo K, Integro, Intouro, Citaro, Sprinter, V-Klasse
NEOPLAN:
Cityliner, Tourliner, Jetliner, Skyliner
MAN:
Lion‘s Coach, Lion‘s City
VOLKSWAGEN :
Crafter, Transporter T6